# Municipio de Miami (condado de Miami)
El municipio de Miami (en inglés: Miami Township) es un municipio ubicado en el condado de Miami en el estado estadounidense de Kansas. En el año 2010 tenía una población de 537 habitantes y una densidad poblacional de 4,26 personas por km².

## Geografía
El municipio de Miami se encuentra ubicado en las coordenadas 38°27′19″N 94°44′34″O / 38.45528, -94.74278. Según la Oficina del Censo de los Estados Unidos, el municipio tiene una superficie total de 125.99 km², de la cual 124,33 km² corresponden a tierra firme y (1,32 %) 1,66 km² es agua.

## Demografía
Según el censo de 2010, había 537 personas residiendo en el municipio de Miami. La densidad de población era de 4,26 hab./km². De los 537 habitantes, el municipio de Miami estaba compuesto por el 93,11 % blancos, el 0,56 % eran afroamericanos, el 0,37 % eran amerindios, el 2,23 % eran de otras razas y el 3,72 % eran de una mezcla de razas. Del total de la población el 4,47 % eran hispanos o latinos de cualquier raza.